# Жарковский (городское поселение)
Посёлок Жарковский — упразднённое муниципальное образование со статусом городского поселения в Жарковском районе Тверской области Российской Федерации, существовавшее в 2005 — 2022 годах. 
Административный центр — посёлок городского типа Жарковский.

## История
Статус и границы городского поселения установлены Законом Тверской области от 28 февраля 2005 года N 23-ЗО «Об установлении границ муниципальных образований, входящих в состав территории муниципального образования Тверской области "Конаковский район", и наделении их статусом городского, сельского поселения».
Законом Тверской области от 28 июля 2022 года № 45-ЗО муниципальное образование было упразднено с включением всех населённых пунктов в состав Жарковского муниципального округа.

## Население
| 2010  | 2011  | 2012  | 2013  | 2014  | 2015  | 2016  |
| ----- | ----- | ----- | ----- | ----- | ----- | ----- |
| 4316  | ↘4304 | ↘4165 | ↘4051 | ↘3905 | ↘3789 | ↘3573 |
| 2017  | 2018  | 2019  | 2020  | 2021  |       |       |
| ↘3439 | ↘3337 | ↘3199 | ↘3121 | ↘3064 |       |       |

## Состав городского поселения
| № | Населённый пункт | Тип населённого пункта | Население |
| - | ---------------- | ---------------------- | --------- |
| 1 | Барсуки          | посёлок                | 15        |
| 2 | Жарковский       | пгт                    | ↗2952     |
| 3 | Кривая           | посёлок                | 287       |